# Салваторе Сиригу
Салваторе Сиригу (итал. Salvatore Sirigu; 12. јануар 1987) италијански је фудбалер који игра на позицији голмана и тренутно наступа за Торино и репрезентацију Италије.

## Статистика каријере

### Репрезентативна
Ажурирано 11. новембра 2020.
| Италија | Италија  | Италија |
| Година  | Утакмице | Голови  |
| ------- | -------- | ------- |
| 2010    | 2        | 0       |
| 2012    | 2        | 0       |
| 2013    | 3        | 0       |
| 2014    | 4        | 0       |
| 2015    | 4        | 0       |
| 2016    | 2        | 0       |
| 2018    | 2        | 0       |
| 2019    | 5        | 0       |
| 2020    | 2        | 0       |
| Укупно  | 26       | 0       |

## Успеси

### Клупски
Париз Сен Жермен
- Прва лига Француске: 2012/13, 2013/14, 2014/15, 2015/16.
- Суперкуп Француске: 2013, 2014, 2015, 2016.
- Лига куп Француске: 2013/14, 2014/15, 2015/16.
- Куп Француске: 2014/15, 2015/16.

### Репрезентативни
Италија
- Европско првенство: 2020; финале 2012.
- Куп конфедерација: бронза 2013.

### Индивидуални
- Тим године Лиге 1: 2012/13,[7] 2013/14.[8]
- Голман године Лиге 1: 2012/13,[7] 2013/14.[8]